# Сієнська школа живопису
Сієнська школа живопису процвітала в Італії між XIII і XV століттями і зуміла конкурувати з Флорентійською школою, незважаючи на те, що вона була більш консервативною і зосереджувала більше уваги на декоративній красі та елегантності останнього періоду готичного мистецтва.
Серед її найважливіших представників були Дуччо ді Буонінсенья, чиї роботи демонструють певний візантійський вплив, його учня Сімоне Мартіні, братів П’єтро та Амброджо Лоренцетті, Доменіко та Таддео ді Бартоло, Стефано ді Джованні (Сассетта) та Маттео ді Джованні.
У 16 столітті до його складу входили маньєристи Доменіко ді Паче Беккафумі та Джованні Антоніо Базці (Содома).

## Сієна

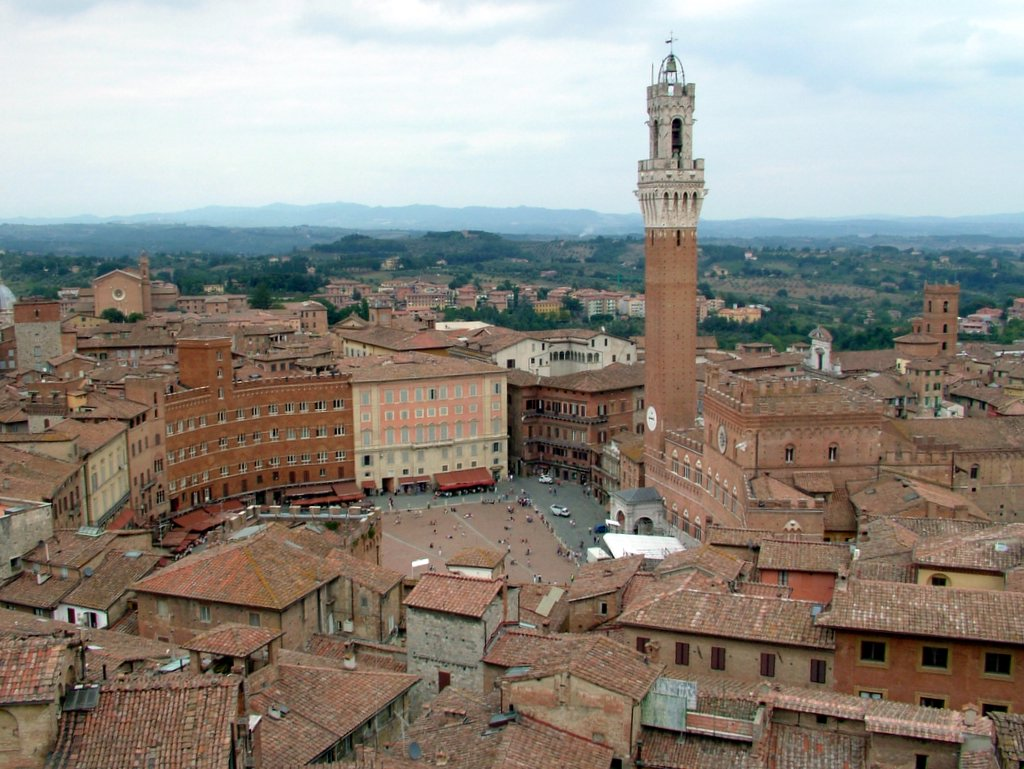
Сієна, історичний центр.
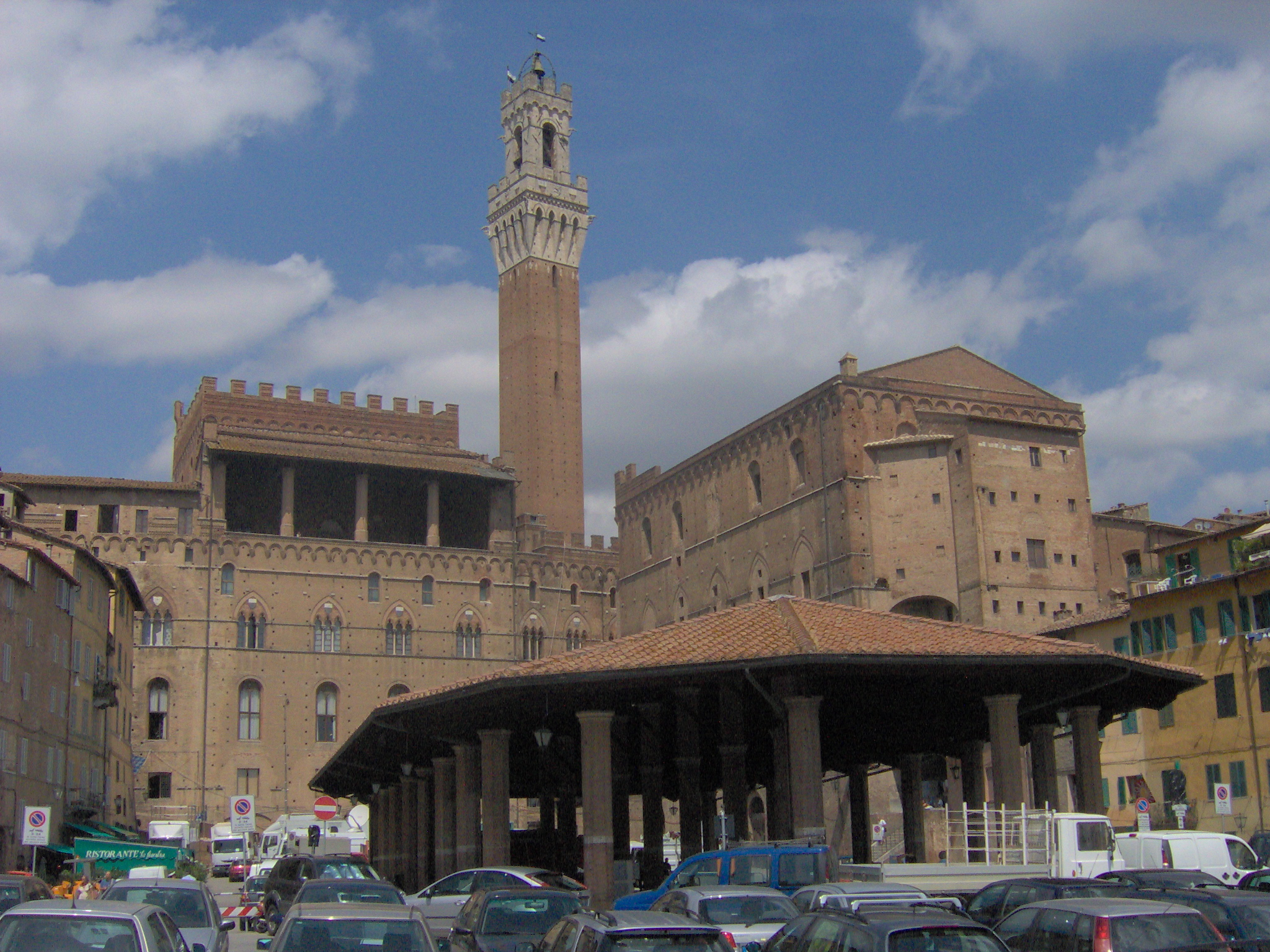
Сієна, Пьяцца дель Меркато
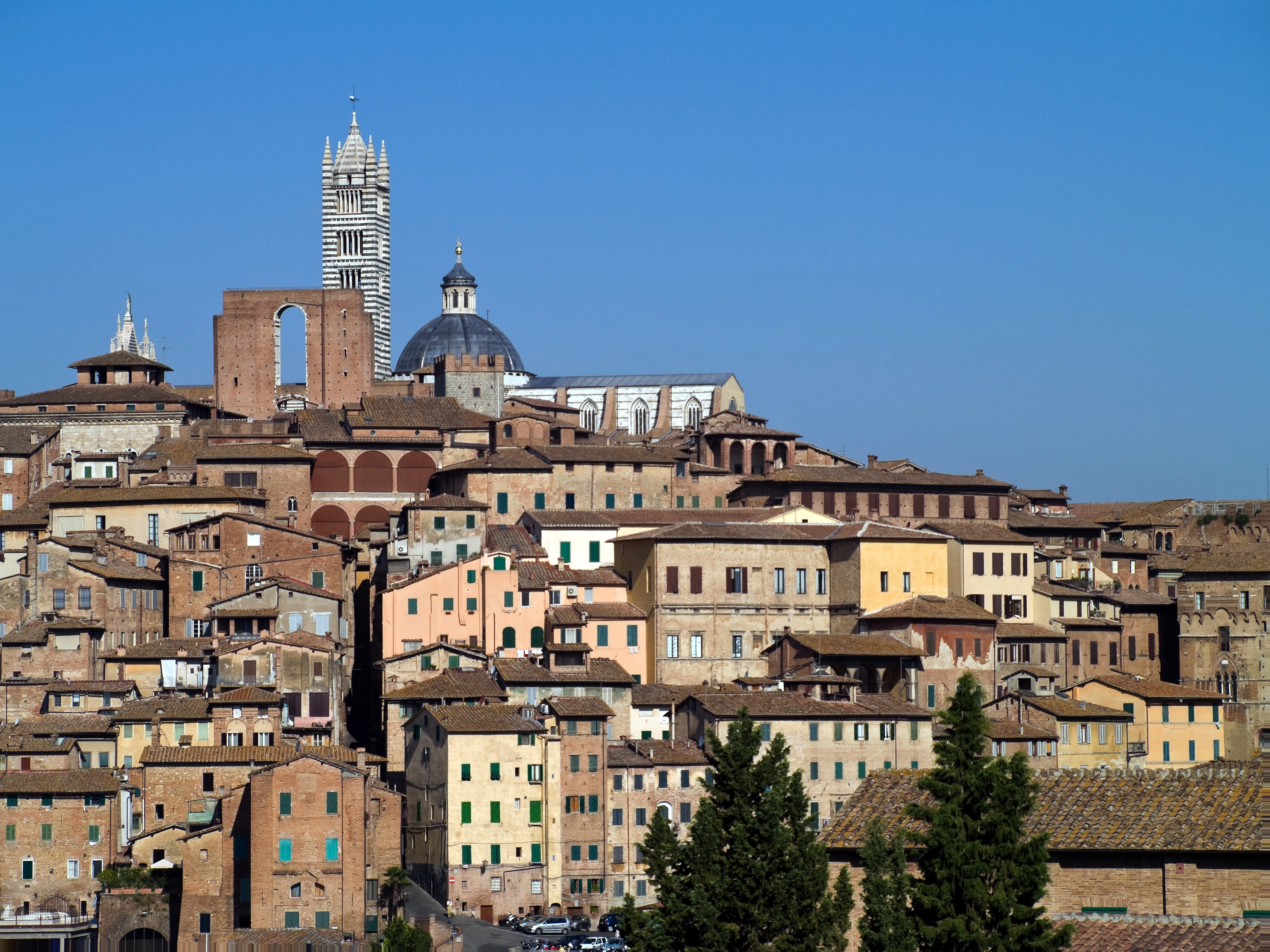
Собор Сан Клементе.
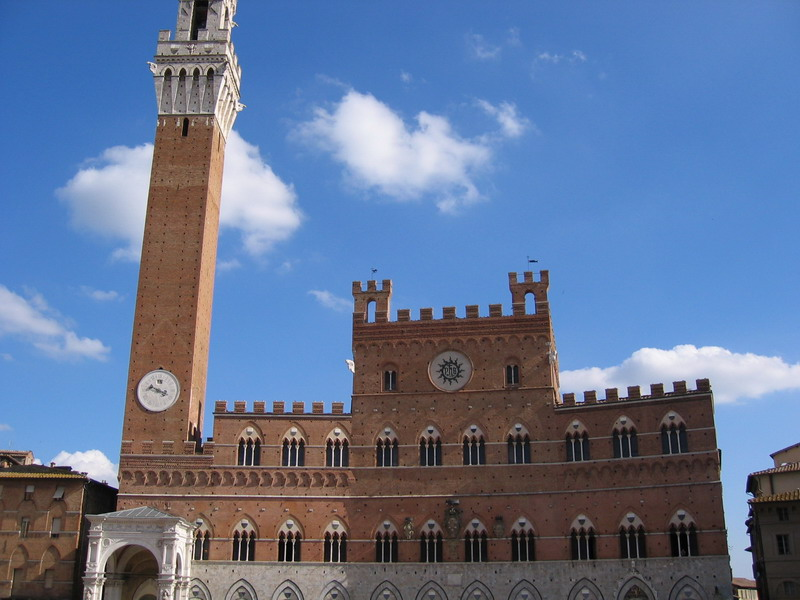
Сієна, палаццо Публіко.

## 1251–1300

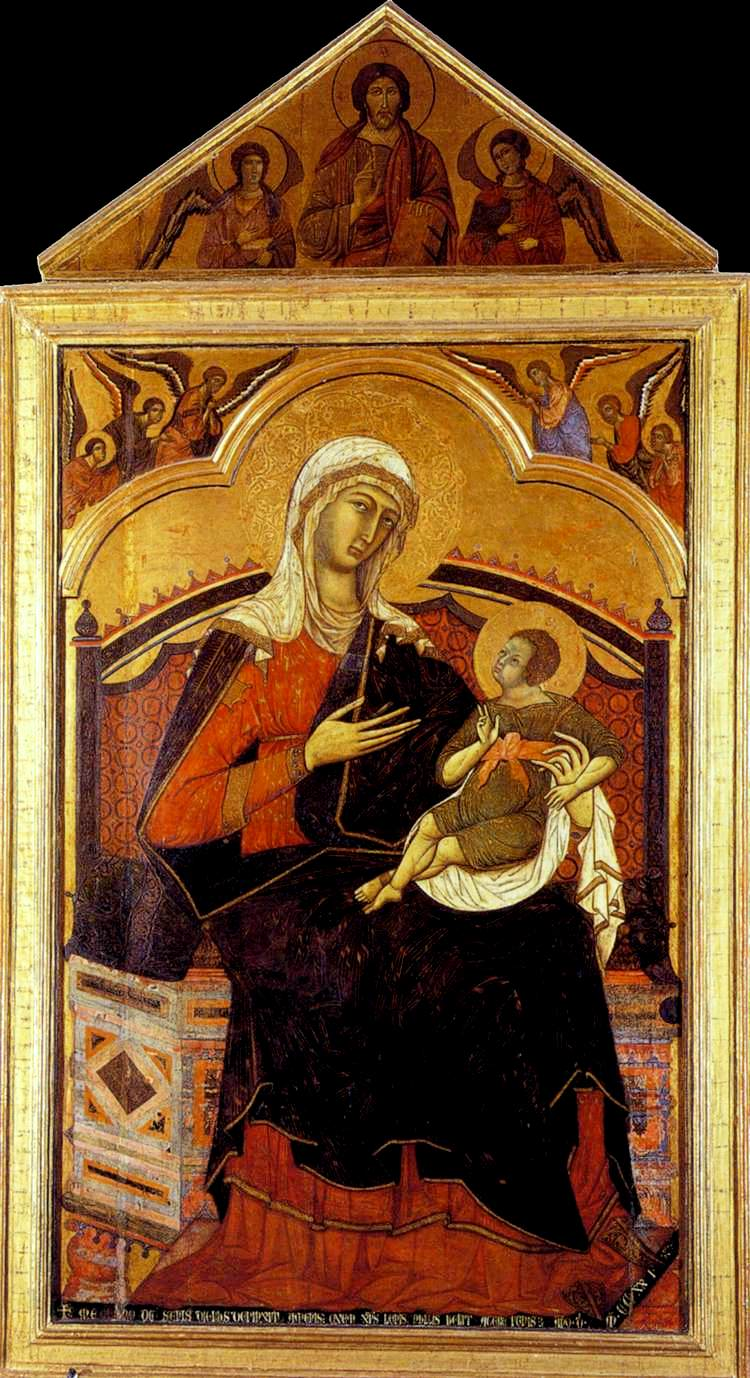
Гвідо да Сієна. «Маеста», базиліка Сан-Доменіко, Сієна, бл. 1270 р.

- Гвідо да Сієна
- Коппо ді Марковальдо
- Вігорозо да Сієна
- Гвідо ді Граціано
- Дієтісалві ді Спеме

## 1301–1350

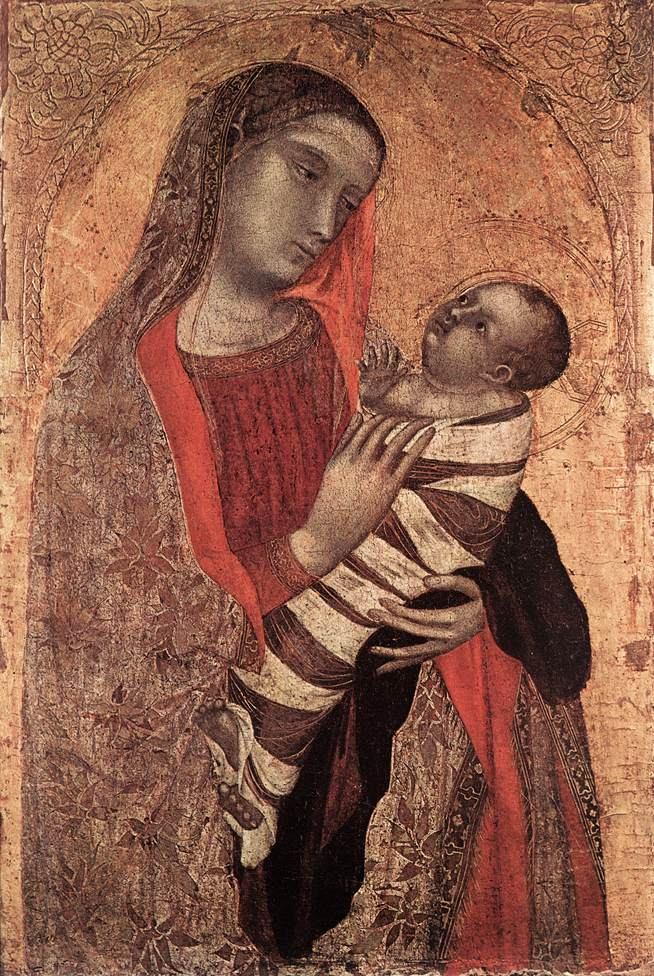
Амброджо Лоренцетті. «Мадонна із немовлям» (1320), Пінакотека Брера, Мілан

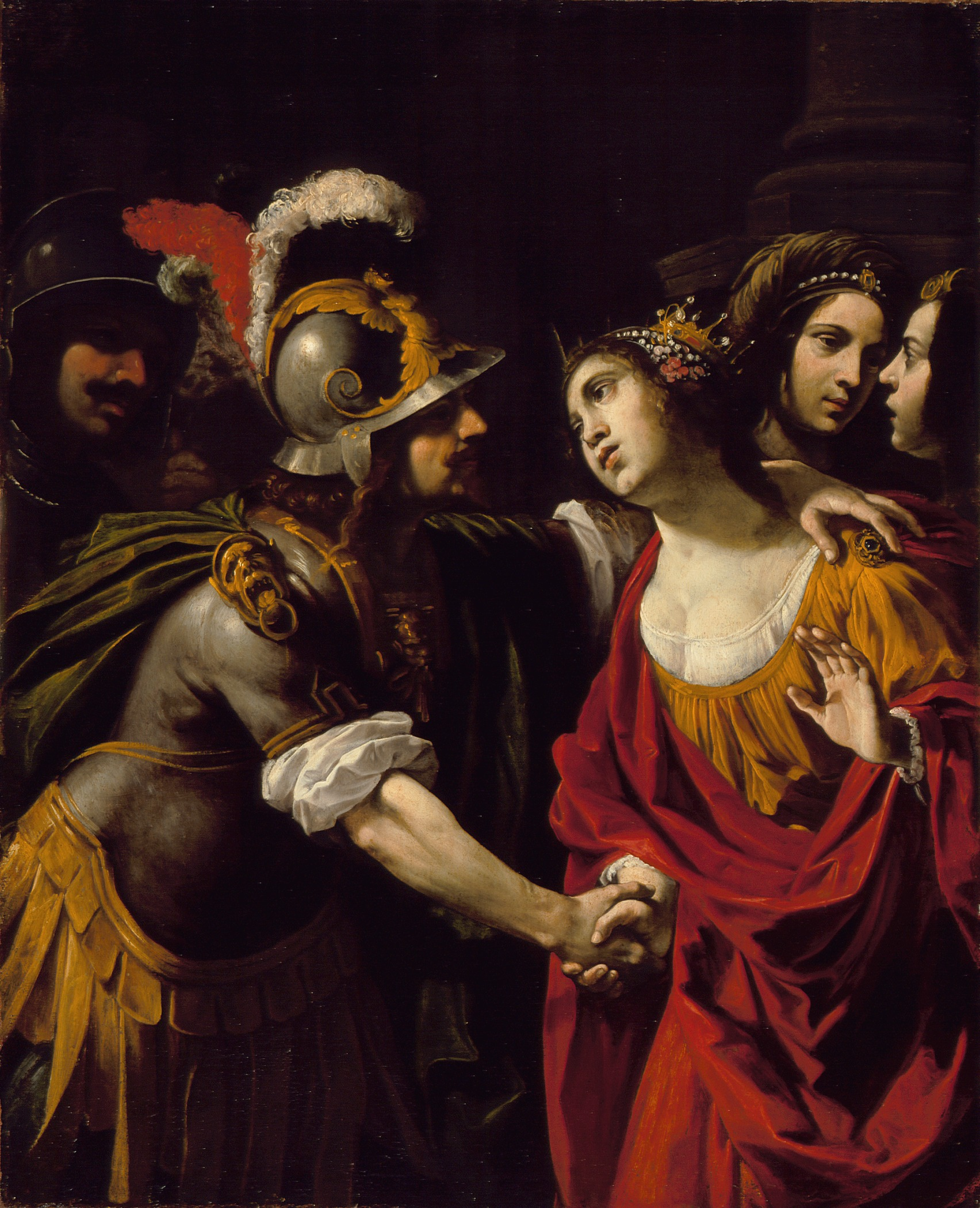
Рутіліо Манетті. «Дідона і Еней», бл. 1630 р.

- Барна да Сієна
- Дуччо ді Буонінсенья
- Амброджо Лоренцетті
- П'єтро Лоренцетті
- Уголіно ді Неріо
- Ліппо Меммі
- Сенья ді Бонавентура
- Сімоне Мартіні
- Нікколо ді Сер Соццо

## 1351–1400
- Бартоло ді Фреді
- Спінелло Аретіно
- Доменіко ді Бартоло
- Таддео ді Бартоло
- Андреа ді Бартоло

## 1401–1450
- Джованні ді Паоло (1403-1482)
- Сассетта (Стефано ді Джованні 1392-1451)
- Андреа ді Бартоло (бл. 1360-1428)
- Бенвенуто ді Джованні (1436-1518)
- Маестро дель Оссерванца або Сано ді П'єтро

## 1451–1500
- Маттео ді Джованні
- Нероччо де Ланді

## 1501–1550
- Доменіко Беккафумі (Доменіко ді Паче Беккафумі) (1486 - 1551)
- Бальдассар Перуцці (1481 - 1536)
- Содома (Джованні Антоніо Баччі) (1477 - 1549)
- Андреа дель Брешіаніно (Андреа Пічінеллі) (1486 - 1525)
- Марко да Сієни  (Марко даль Піно або Марко Піно) (1525 - 1587)
- Джироламо дель Паккіа (1477 - 1533)
- Алессандро Касолані (1552 - 1607)
- Бартоломео Нероні (1505 - 1571)
- Арканджело Салімбені (1536 - 1579)
- Франческо Ванні (1563 - 1610)

## 1601–1650
- Вентура Салімбені (1568-1613)
- Бернардино Мей (1612 - 1676)
- Астольфо Петрацці (1583 - 1653)
- Франческо Рустичі (1592 - 1626)
- Рутіліо Манетті (1571-1639)

## Галерея

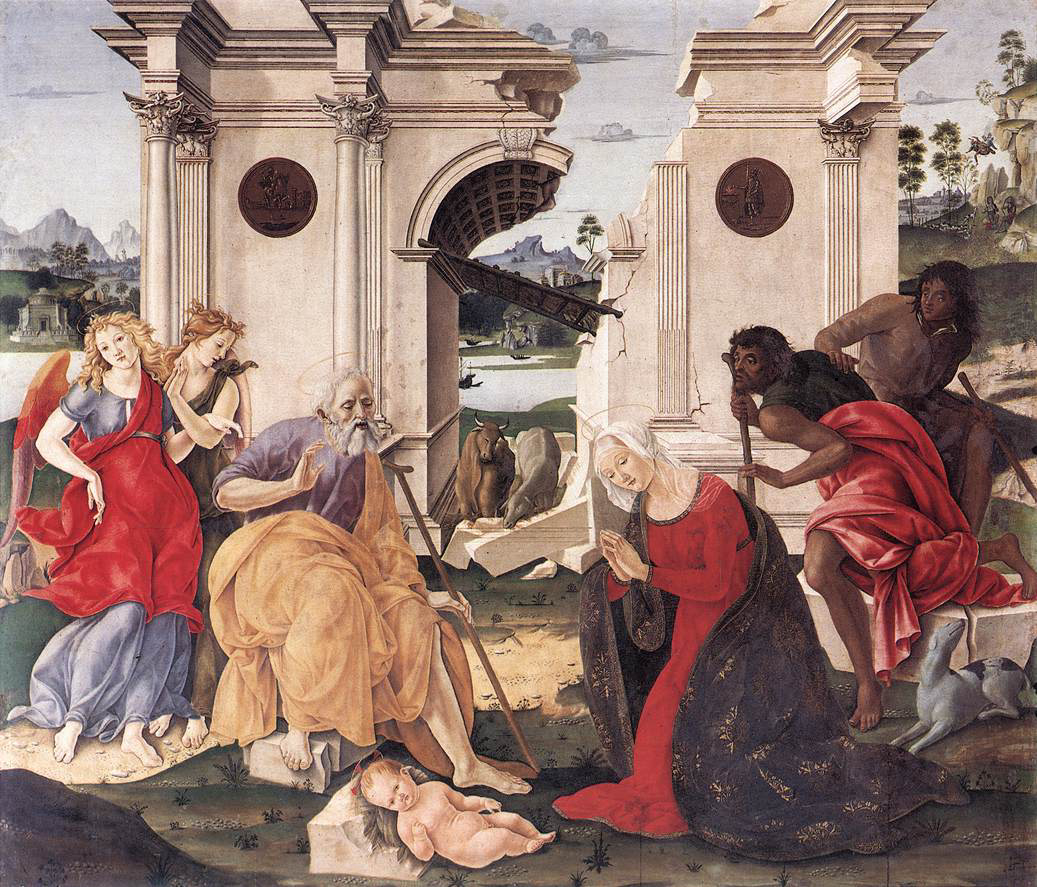
Франческо ді Джорджо. «Поклоніння немовляті Христу», бл. 1495 р.

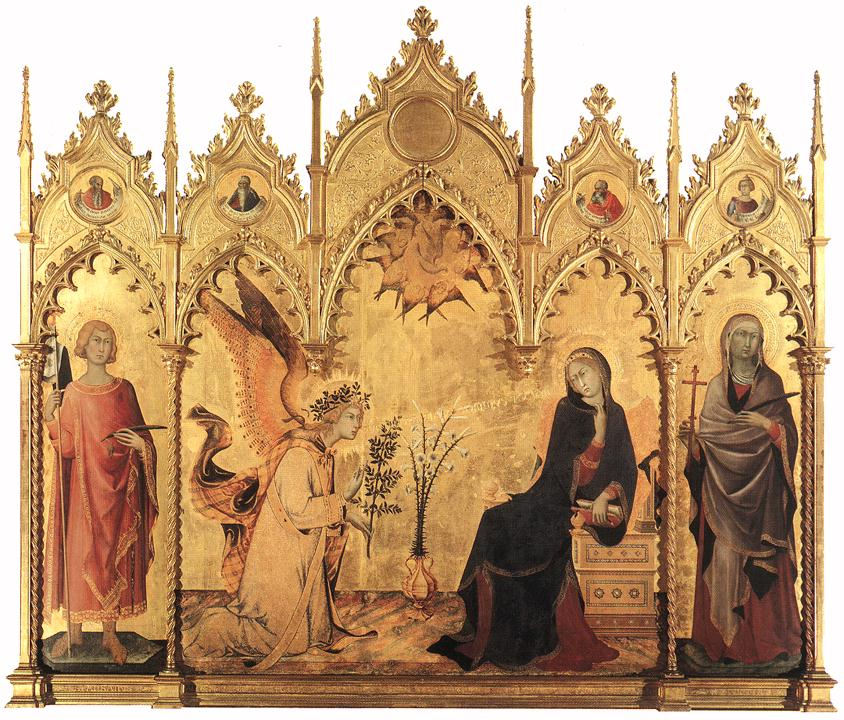
Сімоне Мартіні, «Благовіщення»
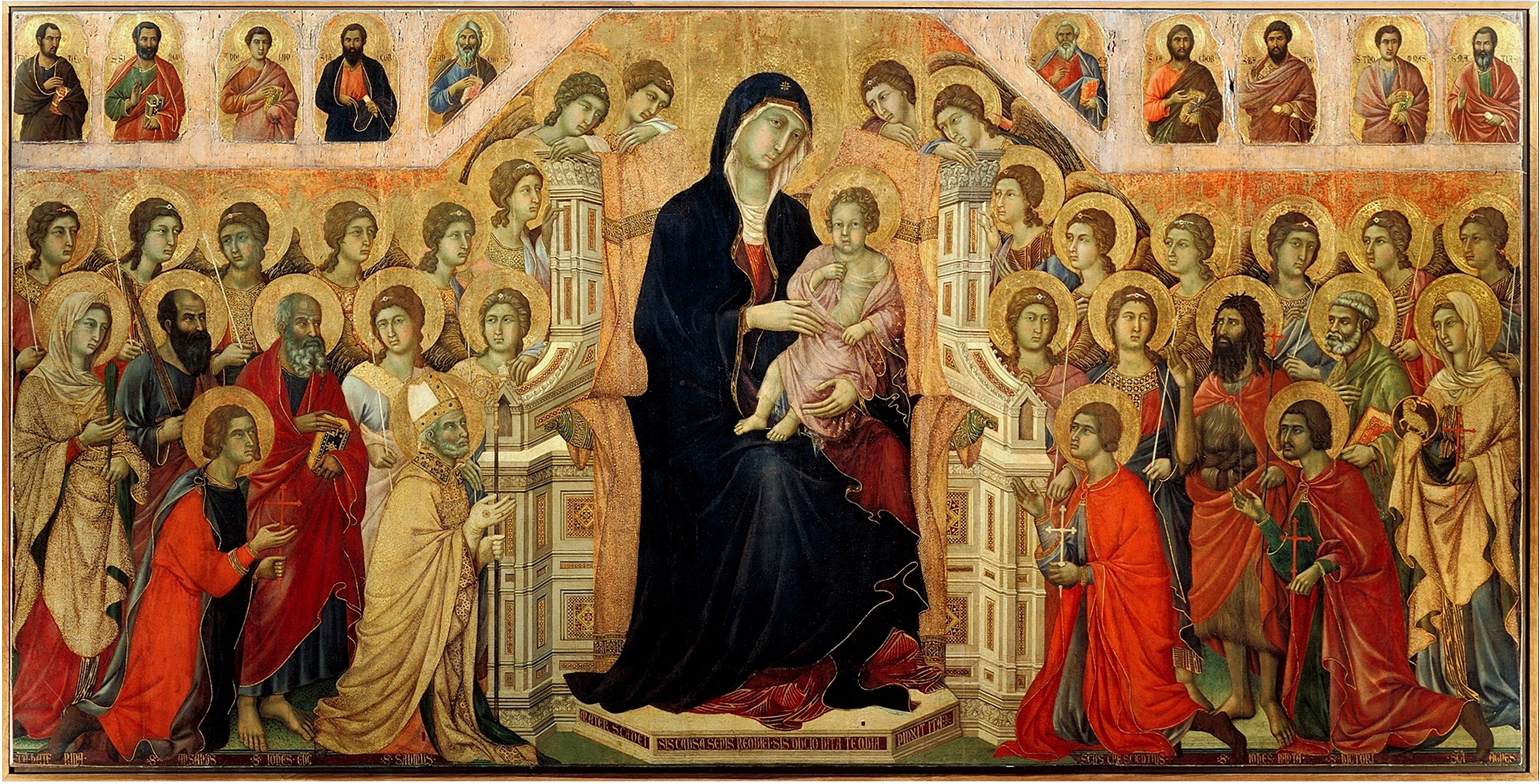
Дуччо ді Буонінсенья
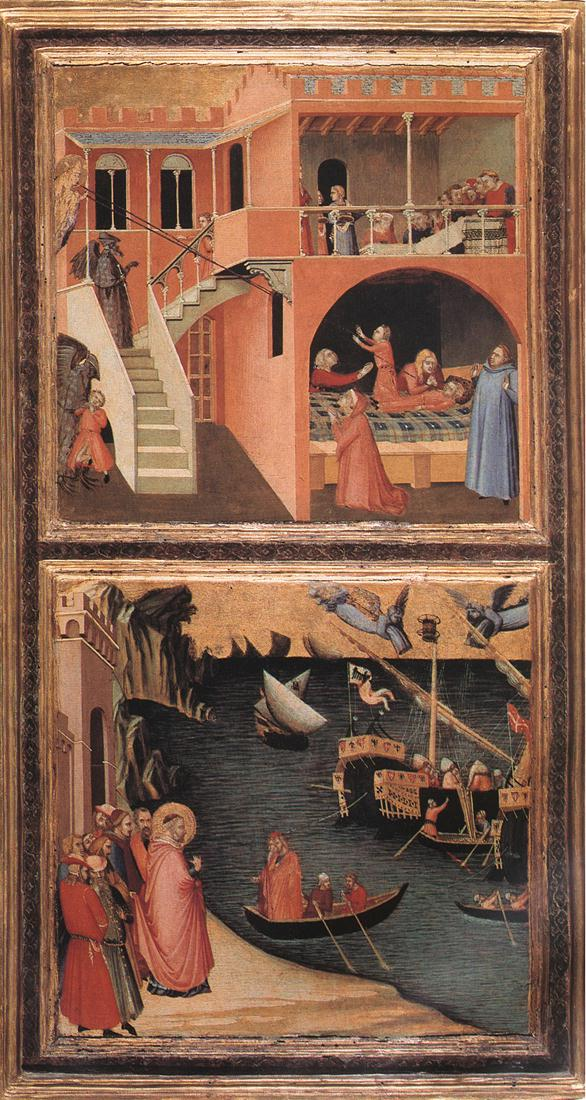
Амброджо Лоренцетті. Сцени життя Миколи Чудотворця (Нікколо з Барі)
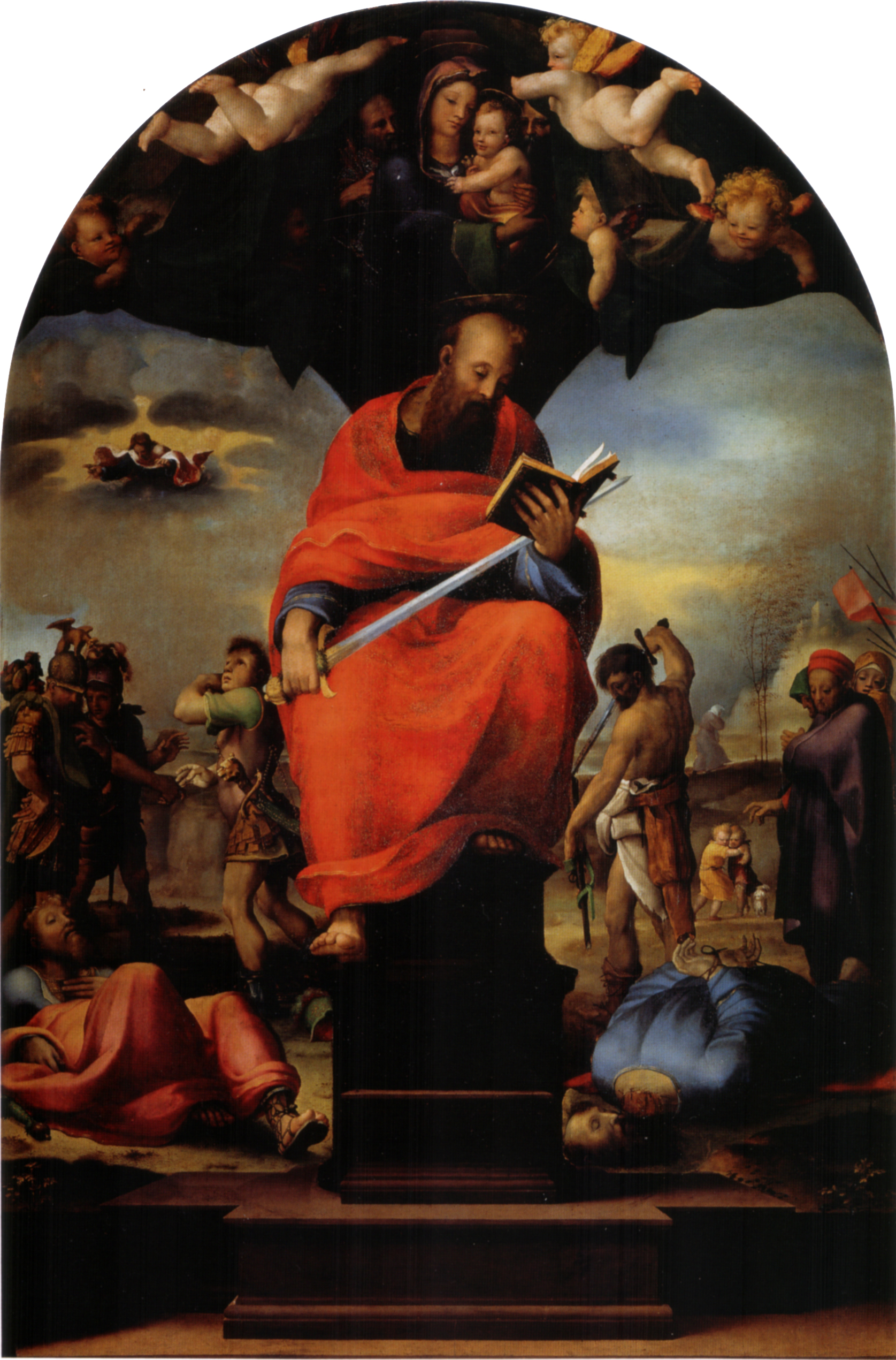
Доменіко Беккафумі. «Апостол Павло на троні»